# Eccellenza 2012-2013 (rugby a 15)
L'Eccellenza 2012-13 fu l'83º campionato nazionale italiano di rugby a 15 di prima divisione.
Si tenne dal 22 settembre 2012 al 25 maggio 2013 tra 12 squadre e vide, per la prima volta, la vittoria finale del Mogliano.
Il San Donà, vincitore della serie A1 2011-12, tornò in massima divisione dopo 11 stagioni (l'ultima in A1 2000-01).
Rispetto ai risultati conseguiti sul campo sopraggiunsero, prima dell'avvio della stagione, le seguenti variazioni:
- a seguito della dismissione della franchise di Pro12 degli Aironi di cui esso era membro costituente, il Viadana, la cui posizione era stata congelata dalla FIR nel 2010[2], chiese e ottenne di rientrare nel campionato italiano di Eccellenza, portando il totale delle squadre di campionato a 11;
- per effetto di quanto sopra, la FIR ripescò in Eccellenza la finalista perdente di serie A1 2011-12, le Fiamme Oro[2], per portare il totale delle squadre a 12, numero pari[2].

Ciò portò a un allungamento della stagione regolare da 18 a 22 turni; dopo l'esperimento della stagione precedente con tre incontri, uno dei quali di spareggio, si tornò al sistema a gara unica di finale dopo le semifinali che vedono di fronte rispettivamente la prima classificata contro la quarta e la terza classificata contro la seconda.
In tutti gli incontri in gara doppia la squadra meglio classificata durante la stagione regolare disputò il ritorno sul proprio campo; la finale si tenne sul campo della squadra miglior classificata durante la stagione regolare.
Dopo una stagione combattuta, a qualificarsi per le finali scudetto furono Viadana, Calvisano, I Cavalieri e Mogliano, che dopo un girone d'andata non positivo (caratterizzato da infortuni e gravosi impegni europei) riuscì, recuperando nel girone di ritorno (40 punti), a ridurre il distacco da Rovigo e Petrarca, piazzandosi infine al quarto posto finale.
Le semifinali furono sostanzialmente decise dalle gare d'andata: I Cavalieri batterono a Prato il Calvisano per 24-6 e resistettero nel ritorno, perdendo solo 6-14, mentre invece Mogliano batté in casa Viadana per 18-8 e nel ritorno, grazie a un calcio piazzato di Fadalti a meno di un quarto d'ora dalla fine, realizzò il 6-13 con cui eliminò allo Zaffanella la squadra del Mantovano.
La finale, inedita, vedeva Prato al suo secondo appuntamento per lo scudetto, laddove invece Mogliano era esordiente assoluta in tale gara; inoltre, per la prima volta dal 2004-05, una squadra avrebbe iscritto il suo nome nell'albo d'oro del torneo per la prima volta.
Allo stadio Chersoni di Prato fu Mogliano a prevalere per 16-11, sotto una pioggia battente, al termine di una gara nella quale era sempre stato in vantaggio e che fu decisa nel finale per una meta non concessa ai toscani dal giudice delle riprese televisive Carlo Damasco.
Nell'era dei play-off il Mogliano è, a tutto il 2013, la squadra campione partita dal seeding più basso tra le quattro semifinaliste, nonché la quattordicesima squadra a conquistare lo scudetto.
A retrocedere, dopo uno spareggio deciso negli ultimi minuti e giocato anch'esso al Chersoni di Prato, fu L’Aquila, sconfitta dai Crociati che avevano appaiato la squadra abruzzese all'ultima giornata grazie alla vittoria nello scontro diretto.
Le quattro semifinaliste si classificarono per la Challenge Cup 2013-14.

## Squadre partecipanti
| Club          | Sponsor                             | Città             | Impianto interno                          |
| ------------- | ----------------------------------- | ----------------- | ----------------------------------------- |
| L’Aquila      |                                     | L'Aquila          | Stadio Tommaso Fattori                    |
| Calvisano     | Cammi (edilizia)                    | Calvisano         | Stadio San Michele                        |
| I Cavalieri   | Estra (servizi)                     | Prato             | Stadio Enrico Chersoni                    |
| Crociati      |                                     | Parma             | Stadio XXV Aprile                         |
| Fiamme Oro    |                                     | Roma              | CS Polizia di Stato, caserma S. Gelsomini |
| S.S. Lazio    | Mantovani (costruzioni)             | Roma              | CS Giulio Onesti                          |
| Mogliano      | Marchiol (materiale elettrico)      | Mogliano Veneto   | Stadio Maurizio Quaggia                   |
| Petrarca      |                                     | Padova            | Stadio Plebiscito e CS Memo Geremia       |
| Reggio Emilia |                                     | Reggio Emilia     | CS Crocetta Canalina                      |
| Rovigo        | Vea (cosmesi) e Femi-CZ (portacavi) | Rovigo            | Stadio Mario Battaglini                   |
| San Donà      | M-Three (telecomunicazioni)         | San Donà di Piave | Stadio Romolo Pacifici                    |
| Viadana       |                                     | Viadana           | Stadio Luigi Zaffanella                   |

## Stagione regolare

### Risultati
| 22/23-9-2012  | 1ª/12ª giornata          | 10-2-2013 |
| ------------- | ------------------------ | --------- |
| 11-26         | Mogliano — Viadana       | 9-13      |
| 12-24         | Crociati — Rovigo        | 3-22      |
| 42-12         | Lazio — L'Aquila         | 13-12     |
| 45-3          | Petrarca — Reggio Emilia | 34-12     |
| 32-13         | I Cavalieri — San Donà   | 8-5       |
| 42-27         | Calvisano — Fiamme Oro   | 41-23     |
|               |                          |           |
| 27/28-10-2012 | 4ª/15ª giornata          | 9-3-2013  |
| 8-42          | Fiamme Oro — Mogliano    | 23-35     |
| 3-24          | Reggio Emilia — Viadana  | 0-38      |
| 36-10         | Calvisano — Crociati     | 36-15     |
| 16-9          | Rovigo — I Cavalieri     | 6-19      |
| 3-32          | L'Aquila — Petrarca      | 3-30      |
| 21-13         | San Donà — Lazio         | 22-23     |
|               |                          |           |
| 25-11-2012    | 7ª/18ª giornata          | 6-4-2013  |
| 46-3          | Mogliano — Crociati      | 43-8      |
| 16-12         | Viadana — Rovigo         | 6-17      |
| 20-16         | I Cavalieri — Lazio      | 24-15     |
| 16-24         | Petrarca — Calvisano     | 20-25     |
| 12-15         | Fiamme Oro — San Donà    | 21-12     |
| 18-3          | Reggio Emilia — L'Aquila | 19-14     |
|               |                          |           |
| 5/6-1-2013    | 10ª/21ª giornata         | 27-4-2013 |
| 33-3          | I Cavalieri — Mogliano   | 24-30     |
| 9-16          | Petrarca — Viadana       | 15-16     |
| 26-29         | Crociati — Reggio Emilia | 20-7      |
| 17-19         | Lazio — Fiamme Oro       | 29-20     |
| 34-23         | Calvisano — Rovigo       | 16-32     |
| 20-6          | San Donà — L'Aquila      | 18-32     |

| 29/30-9-2012 | 2ª/13ª giornata             | 15/16-2-2013 |
| ------------ | --------------------------- | ------------ |
| 15-16        | L'Aquila — Mogliano         | 5-64         |
| 37-9         | Viadana — Crociati          | 35-23        |
| 41-8         | Rovigo — Lazio              | 20-17        |
| 12-19        | Fiamme Oro — Petrarca       | 11-17        |
| 6-38         | Reggio Emilia — I Cavalieri | 7-41         |
| 13-15        | San Donà — Calvisano        | 15-42        |
|              |                             |              |
| 3/4-11-2012  | 5ª/16ª giornata             | 23/24-3-2013 |
| 15-29        | Mogliano — Rovigo           | 16-13        |
| 45-3         | Viadana — L'Aquila          | 21-6         |
| 16-17        | Crociati — Lazio            | 11-34        |
| 38-12        | Petrarca — San Donà         | 24-14        |
| 14-3         | I Cavalieri — Calvisano     | 14-19        |
| 29-15        | Fiamme Oro — Reggio Emilia  | 30-23        |
|              |                             |              |
| 1/2-12-2012  | 8ª/19ª giornata             | 13-4-2013    |
| 13-0         | I Cavalieri — Viadana       | 24-26        |
| 6-15         | Crociati — Petrarca         | 19-52        |
| 12-6         | Lazio — Reggio Emilia       | 23-28        |
| 23-12        | Rovigo — Fiamme Oro         | 6-15         |
| 69-3         | Calvisano — L'Aquila        | 59-6         |
| 3-8          | San Donà — Mogliano         | 17-40        |
|              |                             |              |
| 26-1-2013    | 11ª/22ª giornata            | 4-5-2013     |
| 16-11        | Mogliano — Petrarca         | 3-36         |
| 50-15        | Viadana — Lazio             | 15-16        |
| 29-25        | L'Aquila — Crociati         | 9-13         |
| 19-13        | Rovigo — San Donà           | 22-27        |
| 29-26        | Fiamme Oro — I Cavalieri    | 13-55        |
| 29-33        | Reggio Emilia — Calvisano   | 17-53        |

| 6-10-2012     | 3ª/14ª giornata          | 2/3-3-2013 |
| ------------- | ------------------------ | ---------- |
| 25-30         | Lazio — Calvisano        | 25-42      |
| 3-14          | Crociati — San Donà      | 12-18      |
| 52-6          | I Cavalieri — L'Aquila   | 26-6       |
| 25-11         | Mogliano — Reggio Emilia | 32-15      |
| 35-6          | Viadana — Fiamme Oro     | 21-12      |
| 33-9          | Petrarca — Rovigo        | 14-20      |
|               |                          |            |
| 10/11-11-2012 | 6ª/17ª giornata          | 30-3-2013  |
| 30-8          | Calvisano — Mogliano     | 15-15      |
| 12-18         | San Donà — Viadana       | 8-33       |
| 6-29          | Crociati — I Cavalieri   | 0-13       |
| 19-25         | Lazio — Petrarca         | 10-38      |
| 12-16         | Rovigo — Reggio Emilia   | 16-11      |
| 13-15         | L'Aquila — Fiamme Oro    | 6-24       |
|               |                          |            |
| 22/23-12-2012 | 9ª/20ª giornata          | 20-4-2013  |
| 20-3          | Mogliano — Lazio         | 32-24      |
| 40-7          | Fiamme Oro — Crociati    | 13-27      |
| 11-18         | L'Aquila — Rovigo        | 3-67       |
| 13-25         | Petrarca — I Cavalieri   | 11-33      |
| 20-17         | Viadana — Calvisano      | 18-15      |
| 18-15         | Reggio Emilia — San Donà | 17-41      |

### Classifica
| Pos | Squadra       | G  | V  | N | P  | PF  | PS  | DP   | BMP | Pt |
| --- | ------------- | -- | -- | - | -- | --- | --- | ---- | --- | -- |
| 1   | Viadana       | 22 | 19 | 0 | 3  | 529 | 255 | +274 | 10  | 86 |
| 2   | Calvisano     | 22 | 17 | 1 | 4  | 696 | 388 | +308 | 14  | 84 |
| 3   | I Cavalieri   | 22 | 17 | 0 | 5  | 572 | 248 | +324 | 15  | 83 |
| 4   | Mogliano      | 22 | 15 | 1 | 6  | 529 | 365 | +164 | 9   | 71 |
| 5   | Petrarca      | 22 | 14 | 0 | 8  | 547 | 311 | +236 | 13  | 69 |
| 6   | Rovigo        | 22 | 14 | 0 | 8  | 467 | 326 | +141 | 7   | 63 |
| 7   | S.S. Lazio    | 22 | 8  | 0 | 14 | 416 | 524 | −108 | 10  | 42 |
| 8   | Fiamme Oro    | 22 | 9  | 0 | 13 | 414 | 526 | −112 | 5   | 41 |
| 9   | San Donà      | 22 | 7  | 0 | 15 | 347 | 456 | −109 | 9   | 37 |
| 10  | Reggio Emilia | 22 | 6  | 0 | 16 | 310 | 604 | −294 | 7   | 31 |
| 11  | Crociati      | 22 | 3  | 0 | 19 | 274 | 598 | −324 | 4   | 16 |
| 12  | L’Aquila      | 22 | 2  | 0 | 20 | 206 | 706 | −500 | 8   | 16 |

## Spareggio retrocessione
| Arbitro: | Alan Falzone (Padova) |

|                        |      |                         |
| En Naour 70’ Violi 80’ | mt   | 40’ Milani 49’ Robinson |
| Violi 80’              | tr   | 49’ Paolucci            |
| Violi 2’, 28’, 58’     | c.p. | 26’ Paolucci            |

## Play-off
|  | Semifinali | Semifinali  | Semifinali | Semifinali | Semifinali |  |  | Finale      | Finale      | Finale |  |
|  |            |             |            |            |            |  |  |             |             |        |  |
|  | 4          | Mogliano    | 18         | 6          | 24         |  |  |             |             |        |  |
|  | 1          | Viadana     | 8          | 13         | 21         |  |  | Mogliano    | Mogliano    | 16     |  |
|  | 3          | I Cavalieri | 24         | 6          | 30         |  |  | I Cavalieri | I Cavalieri | 11     |  |
|  | 2          | Calvisano   | 6          | 14         | 20         |  |  |             |             |        |  |

### Semifinali
| Arbitro: | Matteo Liperini (Livorno) |

|                                      |      |               |
|                                      | mt   | 26’ Robertson |
| Fadalti 9’, 29’, 44’, 66’ Nathan 76’ | c.p. | 70’ Apperley  |
| Galon 73’                            | drop |               |

| Arbitro: | Claudio Blessano (Treviso) |

|                              |      |                  |
| Ngawini 47’ Ruffolo 58’      | mt   |                  |
| Ragusi 58’                   | tr   |                  |
| Ragusi 10’, 19’, 40’, 40’+1’ | c.p. | 17’, 38’ Griffen |

| Arbitro: | Stefano Pennè (Milano) |

|                 |      |                        |
| Padró 29’       | mt   |                        |
| Fenner 29’      | tr   |                        |
| Fenner 39’, 52’ | c.p. | 33’ Nathan 66’ Fadalti |

| Arbitro: | Carlo Damasco (Napoli) |

|                       |      |                |
| tecnica 2’ Vunisa 25’ | mt   |                |
| Griffen 2’, 25’       | tr   |                |
|                       | c.p. | 7’, 74’ Ragusi |

### Finale
| Arbitro: | Giuseppe Vivarini (Padova) |

| |              | |
| Nifo 6’ | mt           | 2’, 43’ Onori |
| Ragusi 47’, 58’ | c.p.         | 34’ Fadalti 67’ Nathan |
| · Ragusi · Siale · 3’ Majstorović · McCann · Ngawini · Vezzosi · 12’ Patelli (c) · 44’ Borsi · Giovanchelli · Roan · Cavalieri · 44’ Nifo · 65’-75’ Ruffolo · Saccardo · 50’ Bernini | Formazioni   | · Galon · Onori · E. Ceccato 77’ · Nathan · Fadalti · Rodríguez · Lucchese · Costa Repetto · Gianesini 79’ · Ravalle 41’ · Pavanello 77’ · Swanepoel · Barbini · E. Candiago (c) · Steyn |
| · 44’ Garfagnoli · 79’ Boggiani · 50’ Delnevo · 12’ M. Frati · 3’ Tempestini | Sostituzioni | · Meggetto 79’ · A. Ceccato 41’ · Maso 77’ 80+8’ |
| De Rossi e F. Frati | Allenatori   | Umberto Casellato |

## Verdetti
- Mogliano: campione d'Italia;
- Viadana, Calvisano, I Cavalieri e Mogliano: qualificate all'European Challenge Cup;
- L’Aquila: retrocessa in serie A1.